# Estados da Malásia

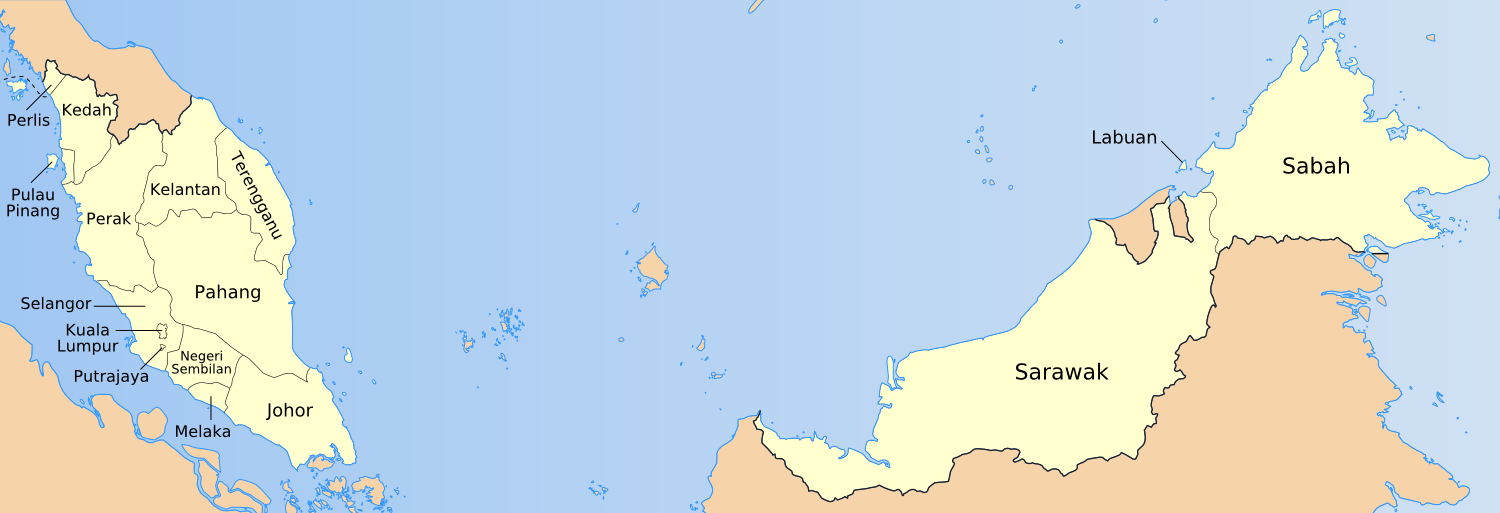
Os estados e territórios federais da Malásia

Malásia é uma federação que consiste em treze estados e três territórios federais. Onze estados e dois territórios federais estão localizados na  Península da Malásia enquanto os restantes dois estados e um território federal estão na ilha de Bornéu.

## Os estados e territórios federais

### Oeste da Malásia, na península Malaia
- Estados (capitais de estado entre parênteses):
  -  Sultanato de Jor (Jor Baru - Capital Legislativa) & (Kota Iskandar - Capital Administrativa)
  -  Sultanato de Quedá (Alor Setar)
  -  Sultanato de Calantão (Kota Bharu)
  -  Sultanato de Pão (Kuantan)
  -  Sultanato de Peraque (Ipoh)
  -  Sultanato de Selangor (Shah Alam)
  -  Sultanato de Trenganu (Kuala Trenganu)
  -  Monarquia Eletiva de Negri Sambilão (Seremban)
  -  Reino de Perlis (Kangar)
  -  Malaca (Malaca)
  -  Penão (George Town)

- Territórios federais:
  -  Território Federal de Putrajaia (capital federal administrativa)
  -  Território Federal de Kuala Lumpur (capital legislativa)

### Leste da Malásia, em Bornéu
- Estados (capitais de estado entre parênteses):
  -  Sabá (Kota Kinabalu)
  -  Sarauaque (Kuching)

- Território Federal:
  -  Território Federal de Labuão (Vitória)

## Governança
Os nove Estados malaio ter um governante hereditário como chefe de Estado titular e um ministro-chefe executivo ou Menteri Besar como chefe de governo politicamente responsável.

## Singapura e Brunei
Singapore foi um estado malaio da formação da Malásia em 16 de Setembro de 1963 até que se separou da Federação em 9 de agosto de 1965.
 Brunei foi convidado a integrar a Federação, mas decidiu não no final devido a várias questões, como o status do  Sultão dentro da Malásia, a divisão do petróleo bruneiano royalties, e a pressão de grupos de oposição que atingiram a Revolta de Brunei.

## Principais dados estatísticos
| Nome           | Capital        | Região            | Status          | População | Área (km²) | Densidade pop (/km²) | Abbr. | ISO   | FIPS |
| -------------- | -------------- | ----------------- | --------------- | --------- | ---------- | -------------------- | ----- | ----- | ---- |
| Jor            | Jor Baru       | Oeste (Península) | Estado          | 3,300,000 | 19,984     | 137.6                | JHR   | MY-01 | MY01 |
| Quedá          | Alor Setar     | Oeste (Península) | Estado          | 1,818,188 | 9,426      | 188.7                | KDH   | MY-02 | MY02 |
| Calantão       | Kota Bharu     | Oeste (Península) | Estado          | 2,100,000 | 14,922     | 93.8                 | KTN   | MY-03 | MY03 |
| Kuala Lumpur   | —              | Oeste (Península) | Território Fed. | 1,887,674 | 243        | 7747.5               | KUL   | MY-14 |      |
| Labuão         | Vitória        | Leste (Bornéu)    | Território Fed. | 85,000    | 92         | 923.9                | LBN   | MY-15 | MY15 |
| Malaca         | Malaca         | Oeste (Península) | Estado          | 733,000   | 1,650      | 432.1                | MLK   | MY-04 | MY04 |
| Negri Sambilão | Seremban       | Oeste (Península) | Estado          | 1,004,807 | 6,645      | 137.4                | NSN   | MY-05 | MY05 |
| Pão            | Kuantan        | Oeste (Península) | Estado          | 1,396,500 | 35,964     | 38.2                 | PHG   | MY-06 | MY06 |
| Peraque        | Ipoh           | Oeste (Península) | Estado          | 2,260,576 | 21,006     | 104.7                | PRK   | MY-08 | MY07 |
| Perlis         | Kangar         | Oeste (Península) | Estado          | 215,000   | 810        | 244.9                | PLS   | MY-09 | MY08 |
| Penão          | George Town    | Oeste (Península) | Estado          | 1,503,000 | 1,046      | 1436.9               | PNG   | MY-07 | MY09 |
| Putrajaia      | —              | Oeste (Península) | Território Fed. | 50,000    | 46         | 1087.0               | PJY   | MY-16 |      |
| Sabá           | Kota Kinabalu  | Leste (Bornéu)    | Estado          | 3,387,880 | 76,115     | 32.2                 | SBH   | MY-12 | MY16 |
| Selangor       | Shah Alam      | Oeste (Península) | Estado          | 5,000,000 | 7,956      | 628.4                | SGR   | MY-10 | MY12 |
| Sarauaque      | Kuching        | Leste (Bornéu)    | Estado          | 2,500,000 | 124,450    | 19.1                 | SWK   | MY-13 | MY11 |
| Trenganu       | Kuala Trenganu | Oeste (Península) | Estado          | 1,150,286 | 12,955     | 83.0                 | TRG   | MY-11 | MY13 |